# Províncies d'Indonèsia
La província (en indonesi provinsi o propinsi) és l'entitat de govern més alta de govern local a Indonèsia. Cada província té el seu propi govern local (Pemerintah Daerah Provinsi), encapçalat pel governador (gubernur); i té el seu propi cos legislatiu (Dewan Perwakilan Rakyat Daerah). El governador i els membres del govern són elegits per vot popular cada 5 anys.
Indonèsia està dividida en 33 províncies. Des de l'any 2000, hi ha 7 noves províncies creades per la separació de províncies preexistents. La darrera ha estat Cèlebes Occidental, creada el 2004.
Quatre de les 33 províncies tenen un estatus especial: Nanggröe Aceh Darussalam, el territori especial de Yogyakarta, Papua i el territori especial de la capital Jakarta. Els territoris especials són anomenats daerah istimewa en indonesi i tenen més privilegis legislatius i més autonomia que les altres províncies.
Les províncies se subdivideixen en regències (kabupaten) i en ciutats (kota), i tant les unes com les altres se subdivideixen en subdistrictes (kecamatan) i, aquests, en pobles (desa i kelurahan).

## Llista de les províncies
Sumatra (Sumatera)
1. Aceh (territori especial)
2. Bangka-Belitung (creada el 2000)
3. Bengkulu

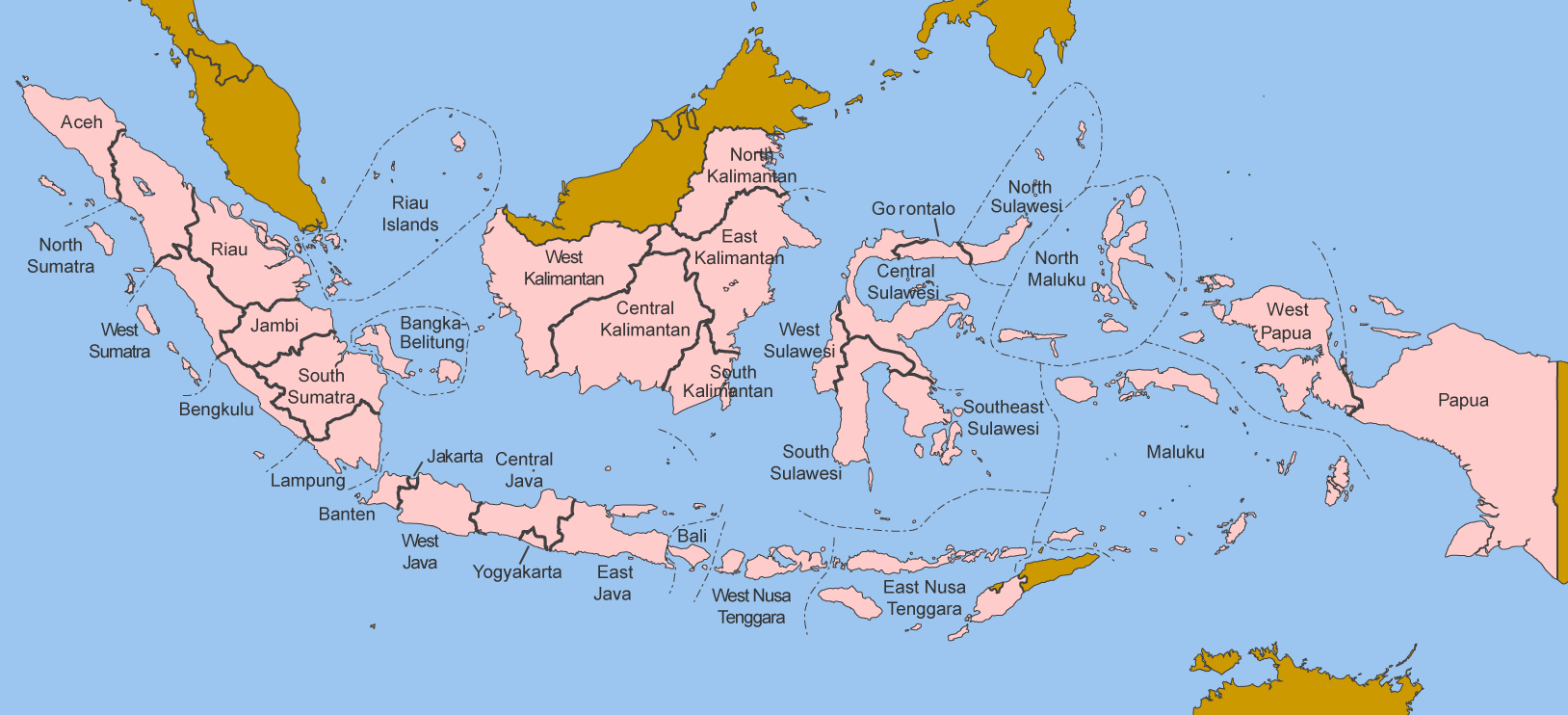
Mapa de les províncies d'Indonèsia

4. Illes Riau (Kepulauan Riau, creada el 2002)
5. Jambi
6. Lampung
7. Riau
8. Sumatra Meridional (Sumatera Selatan)
9. Sumatra Occidental (Sumatera Barat)
10. Sumatra Septentrional (Sumatera Utara)

Java (Jawa)
1. Banten (creada el 2000)
2. Jakarta (territori especial de la capital)
3. Java Central (Jawa Tengah)
4. Java Occidental (Jawa Barat)
5. Java Oriental (Jawa Timur)
6. Yogyakarta (territori especial)

Borneo (Kalimantan)
1. Borneo Central (Kalimantan Tengah)
2. Borneo Meridional (Kalimantan Selatan)
3. Borneo Occidental (Kalimantan Barat)
4. Borneo Oriental (Kalimantan Timur)

Illes Petites de la Sonda (Nusa Tenggara)
1. Bali
2. Illes Petites de la Sonda Occidentals (Nusa Tenggara Barat)
3. Illes Petites de la Sonda Orientals (Nusa Tenggara Timur)

Cèlebes (Sulawesi)
1. Cèlebes Central (Sulawesi Tengah)
2. Cèlebes Meridional (Sulawesi Selatan)
3. Cèlebes Occidental (Sulawesi Barat, creada el 2004)
4. Cèlebes Septentrional (Sulawesi Utara)
5. Cèlebes Sud-oriental (Sulawesi Tenggara)
6. Província de Gorontalo (creada el 2000)

Moluques (Maluku)
1. Moluques (Maluku)
2. Moluques Septentrionals (Maluku Utara, creada el 1999)

Nova Guinea (Irian)
1. Papua (territori especial)
2. Papua Occidental (Papua Barat, creada el 2003)

## Divisió administrativa anterior
La divisió administrativa actual va substituir l'anterior adoptada ja sota el règim democràtic, que tenia les següents províncies (el nom oficial va seguit entre parèntesis del nom de la capital):
- Provinsi Daerah Istimewa Aceh (Banda Aceh)
- Provinsi Bali (Denpasar)
- Provinsi Banten (Serang)
- Provinsi Bengkulu (Bengkulu)
- Provinsi Irian Jaya (Jayapura)
- Provinsi Irian Jaya Barat (Manokwari)
- Provinsi Irian Jaya Tengah (Merauke)
- Provinsi Daerah Khusus Ibukota Jakarta (Jakarta)
- Provinsi Jambi (Jambi)
- Provinsi Jawa Barat (Bandung)
- Provinsi Jawa Tengah (Semarang)
- Provinsi Jawa Timur (Surabaya)
- Provinsi Kalimantan Barat (Pontianak)
- Provinsi Kalimantan Selatan (Banjarbaru)
- Provinsi Kalimantan Tengah (Palangkaraya)
- Provinsi Kalimantan Timur (Samarinda)
- Provinsi Lampung (Bandar Lampung)
- Provinsi Maluku (Ambon)
- Provinsi Maluku Utara (Ternate)
- Provinsi Nusa Tenggara Barat (Mataram)
- Provinsi Nusa Tenggara Timur (Kupang)
- Provinsi Riau (Pakanbaru)
- Provinsi Sulawesi Selatan (Ujung Pandang)
- Provinsi Sulawesi Tengah (Palu)
- Provinsi Sulawesi Tenggara (Kendari)
- Provinsi Sulawesi Utara (Manado)
- Provinsi Sumatera Barat (Padang)
- Provinsi Sumatera Selatan (Palembang)
- Provinsi Sumatera Utara (Medan)
- Provinsi Daerah Istimewa Yogyakarta (Yogyakarta).